# كولن بيري
كولن بيري (بالإنجليزية: Colin Perry)‏ (1914 في المملكة المتحدة - ) هو لاعب كرة قدم بريطاني في مركز جناح ‏. لعب مع أستون فيلا وشيفيلد يونايتد ونوتينغهام فورست ونادي غاينسبورو ترينيتي وKiveton Park F.C. ‏.